# Găgești
Găgești est une commune du județ de Vaslui en Roumanie.